# 春原雅之
春原 雅之（はるはら まさゆき）は、日本の子役俳優。また舞台俳優、声優としても活躍している。

## 来歴
劇団ひまわりに所属。舞台では長屋の子や百姓の子などを演じる。2011年、舞台「年忘れ喜劇」に西田光貴とともに出演。2013年には、NHKの朝の連続テレビ小説「あまちゃん」で恐竜の骨を見つけた少年の役を演じた。2019年、早稲田大学商学部に入学している。

## 主な出演作品

### ドラマ
- あまちゃん 第156話（2013年、日本放送協会） - 少年
- 怪奇大作戦 ミステリー・ファイル 第1話（2013年、NHK BSプレミアム）
- ハクション大魔王（2013年11月17日、フジテレビ） - 金田翼[3]

### テレビアニメ
- うさぎドロップ（2011年） - 園児、なお
- ピンポン THE ANIMATION（2014年） - 子供B

### 吹き替え
- アジアこどもドラマシリーズ1話、3話
- HAWAII FIVE-0（BS日テレ） 14話、22話
- 亀巖ホ・ジュン - ヤンテ役

### ラジオ番組
- 青春アドベンチャー「旅猫リポート」2回、3回、9回 ― サトル小学生役
- 青春アドベンチャー「いまはむかし」〜竹取異聞〜4回 - 小学生役

### CM
- ダスキン - オタメシジャクシ役

### 舞台
- 新橋演舞場 「十月大歌舞伎」(2010年) - 寒竹
- 新橋演舞場 「十一月大歌舞伎」(2010年) - 長松
- 新橋演舞場 「年忘れ喜劇」（2011年） - 六太